# Dolmen von Combemousseuse

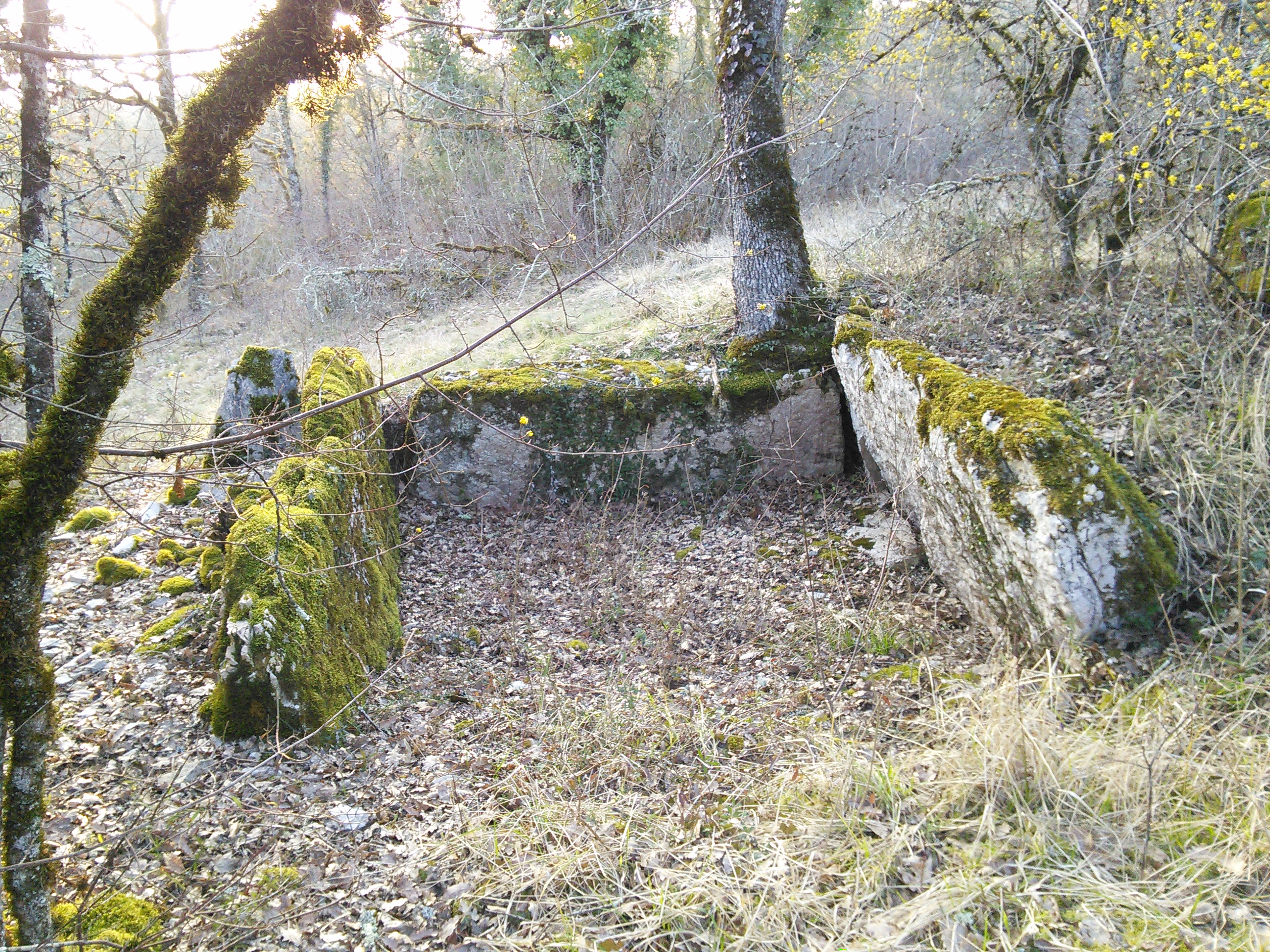
Dolmen von Combemousseuse

Der Dolmen von Combemousseuse (auch Combe mousseuse) ist ein Dolmen simple, beim Weiler l’Espinassière, südwestlich von La Capelle-Balaguier im Département Aveyron in Frankreich. Dolmen ist in Frankreich der Oberbegriff für neolithische Megalithanlagen aller Art (siehe: französische Nomenklatur).
Der decksteinlose Dolmen besteht aus den beiden über vier Meter langen seitlichen Tragsteinen und dem Endstein der nahezu quadratischen Kammer.
Im nahen Martiel liegen etwa 750 Meter entfernt die Dolmen de l’Espinassière und Dolmen du Puech Mort 1 + 2. Die Dolmen im Aveyron treten oft in Gruppen auf und 92 % aller Dolmen wurden aus Kalksteinplatten errichtet.